# Српско-амерички музеј
Српско-амерички музеј, познат и као Српско-амерички музеј Свети Сава је био музеј са седиштем у Чикагу који се налазио у историјској кући Данијела О. Хила на Бери авенији у Чикагу. Музеј је престао са радом 2016. године.

## Историја
Зграду Daniel O. Hill House пројектовао је архитекта Фредерик Вејнрајт Перкинс 1906. године. У почетку је пројектовао зграду за трговца свилом Данијела О. Хила. Зграда је почела да ради као Српско-амерички музеј у Чикагу 1952. године под називом Српски културни клуб. Српски културни клуб основао је др Слободан Драшковић. Српски културни клуб је 2011. године преименован у Српско-амерички музеј Свети Сава, „посвећен заштити и промоцији историје и културе Срба кроз различите подухвате“. Током времена, музеј је излагао многе ексклузивне изложбе које су се посебно фокусирале на српско-америчку културну баштину, укључујући Манастир Хиландар, Краљевске експонате Српске краљевске породице Карађорђевића, Николу Теслу.
Музеј је престао да ради након што је зграда стављена на продају на аукцији 2016. године. Према речима последњег секретара одбора непрофитне организације која води музеј, примарни разлог за гашење музеја били су материјални услови и удаљеност музеја од подручја где је већина Американаца српског порекла у Чикагу. У циљу заштите историјског значаја, Чикашка комисија за знаменитости доделила је заштићени статус згради Српско-америчког музеја. 